# 山口町 (名古屋市)
山口町（やまぐちちょう）は、愛知県名古屋市東区の町名。丁番を持たない単独町名である。住居表示は一部実施済み。

## 地理
名古屋市東区の中央部に位置し、東は徳川町、他は徳川に接する。

## 歴史

### 町名の由来
那古野山の東部の入口付近が山口と称されたことによるという。

### 沿革
- 1878年（明治11年）12月28日 - 赤塚町・前ノ町・坂上町・坂上片町の各一部が合併し、名古屋区東長塀町として成立[2]。
- 1884年（明治17年）8月11日 - 東長塀町を改称し山口町となる[2]。
- 1889年（明治22年）10月1日 - 市制施行に伴い、名古屋市山口町となる[2]。
- 1908年（明治41年）4月1日 - 行政区設置に伴い、東区所属となる[2]。
- 1980年（昭和55年）2月10日 - 大曽根町・坂上町の各一部を編入、一部が徳川二丁目となる[2]。
- 1981年（昭和56年）9月13日 - 前ノ町の一部を編入、一部が徳川町・徳川一丁目となる[2]。

## 世帯数と人口
2019年（平成31年）2月1日現在の世帯数と人口は以下の通りである。
| 町丁   | 世帯数  | 人口  |
| ------ | ------- | ----- |
| 山口町 | 362世帯 | 749人 |

## 学区
市立小・中学校に通う場合、学校等は以下の通りとなる。また、公立高等学校に通う場合の学区は以下の通りとなる。
| 番・番地等 | 小学校               | 中学校               | 高等学校 |
| ---------- | -------------------- | -------------------- | -------- |
| 全域       | 名古屋市立旭丘小学校 | 名古屋市立桜丘中学校 | 尾張学区 |

## 交通
- 愛知県道215号田籾名古屋線（出来町通）
- 基幹バス 山口町バス停

## 施設
- 名古屋市営山口荘

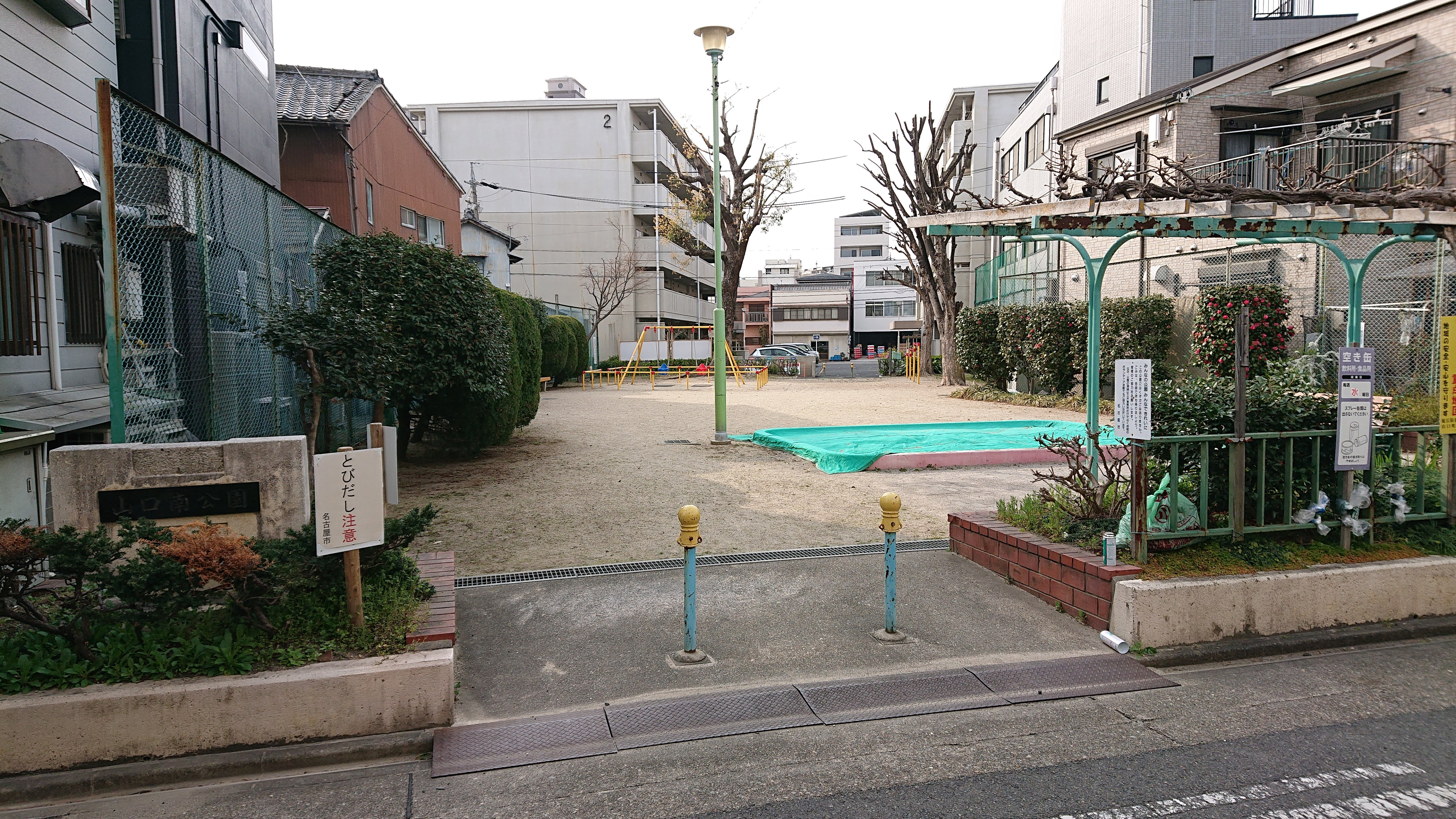
山口南公園

1980年（昭和55年）4月1日供用開始。
- 山口公園

1978年（昭和53年）6月25日供用開始。
- 山口南公園

## その他

### 日本郵便
- 郵便番号 : 461-0024[WEB 3]（集配局：名古屋東郵便局[WEB 9]）。

### WEB
1. ↑  “愛知県名古屋市東区の町丁・字一覧”.   人口統計ラボ. 2019年3月21日閲覧。
2. 1 2  “町・丁目(大字)別、年齢(10歳階級)別公簿人口(全市・区別)”.   名古屋市 (2019年2月20日). 2019年3月10日閲覧。
3. 1 2  “郵便番号”.  日本郵便. 2019年3月17日閲覧。
4. ↑  “市外局番の一覧”.   総務省. 2019年1月6日閲覧。
5. ↑  “東区の町名一覧”.   名古屋市 (2017年3月15日). 2019年3月17日閲覧。
6. ↑  “市立小・中学校の通学区域一覧”.   名古屋市 (2018年11月10日). 2019年1月14日閲覧。
7. ↑  “平成29年度以降の愛知県公立高等学校（全日制課程）入学者選抜における通学区域並びに群及びグループ分け案について”.   愛知県教育委員会 (2015年2月16日). 2019年1月14日閲覧。
8. 1 2  “都市公園の名称、位置及び区域並びに供用開始の期日” (2019年5月1日). 2019年11月3日閲覧。
9. ↑  郵便番号簿 平成29年度版 - 日本郵便. 2019年03月10日閲覧 (PDF)

### 書籍
1. ↑  名古屋市計画局 1992, p. 159.
2. 1 2 3 4 5 6  名古屋市計画局 1992, p. 739.